# La Patrouille des sept damnés
Pour plus de détails, voir Fiche technique et Distribution.
La Patrouille des sept damnés (italien : 7 eroiche carogne, espagnol : Comando al infierno) est un film de guerre hispano-italien sorti en 1969, réalisé par José Luis Merino.

## Synopsis
Pendant la Seconde Guerre mondiale, un groupe de soldats américains est envoyé pour sauver le professeur van Kolstrom. Celui-ci est emprisonné par les Allemands et obligé d'élaborer un virus qui pourrait anéantir l'humanité et au moins les populations opposées à la suprématie allemande. Les Américains arrivent à la forteresse où le professeur est détenu, et avec l'aide de sa fille, cherchent à le faire évader. Au moment où il est tout près d'achever ses recherches, le professeur est enlevé par les Américains, mais lors d'une fusillade, il est tué, emportant avec lui ses travaux scientifiques.

## Fiche technique
- Titres français : La Patrouille des sept damnés ou La Patrouille des damnés ou L'Otage du Troisième Reich[1]
- Titre original espagnol : Comando al infierno[2]
- Titre italien : 7 eroiche carogne
- Genre : Drame, science-fiction, film de guerre
- Réalisation : José Luis Merino
- Scénario : Enrico Colombo, Giuliana Garavaglia, José Luis Merino, Manuel Sebares
- Musique : Angelo Francesco Lavagnino
- Production : Hispamer Films, Prodimex Film
- Photographie : Emanuele Di Cola
- Montage : José Antonio Rojo
- Effets spéciaux : Antonio Molina
- Décors : Santiago Ontañón
- Costumes : Luciana Marinucci
- Maquillage : Manuel Martín, Aureliano Renzetti
- Pays :  Espagne,  Italie
- Année de sortie : 1969
- Langue originale : italien
- Distribution en Italie : Filmar
- Date de sortie en salle en France : 11 février 1970[1]

## Distribution
- Guy Madison : major Carter
- Raffaella Carrà : Sara van Kolstrom
- Stelvio Rosi (sous le pseudo de Stan Cooper) : sergent Arthur Nolan
- Piero Lulli : colonel Kreuzfeld
- Manuel Zarzo : John Terrence
- Enrique Ávila : Thomas Nichols
- Alfredo Mayo : professeur van Kolstrom
- Carl Quiney : Geronimo
- Giuliana Garavaglia (sous le pseudo de Giuly Garr)
- Gloria Osuna : une jeune femme dans la Résistance
- Luis Induni : aubergiste
- Fernando Bilbao
- Carla Pravetoni : Nadia
- Carlos Bravo : Gilbert Adams
- Enzo Carrà : Henry Smith
- Celestino González
- German Grech : général Janssen
- Pilar Cámara
- Ricardo Díaz
- Mirella Pamphili
- Ricardo Valle
- José Marco : sergent allemand
- Luis Barboo : sergent SS
- Antonio Mayans : Hans